# Tramvajová smyčka Lidové sady-ZOO

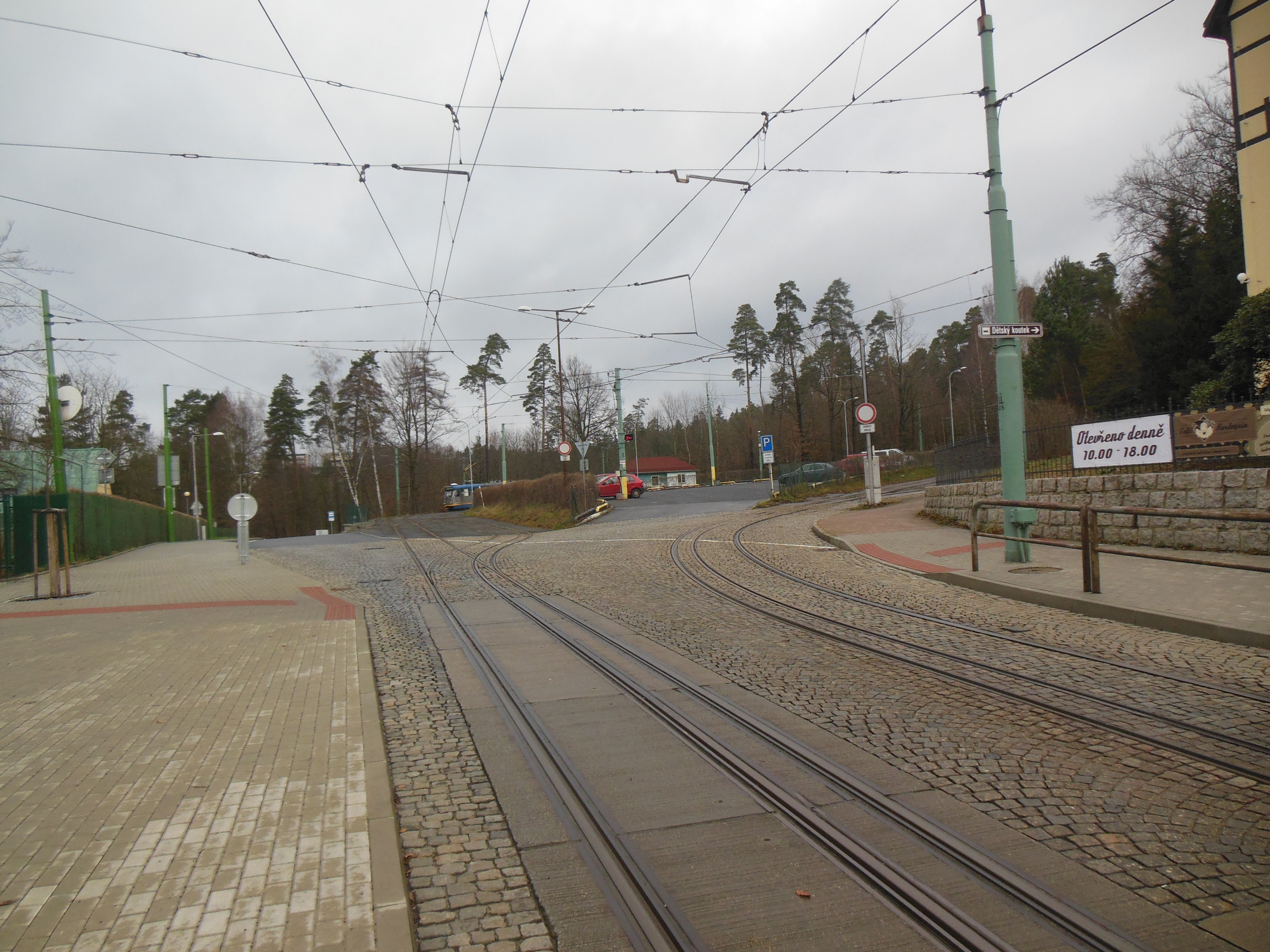
Pohled na smyčku

Lidové sady-ZOO je tramvajová smyčka v Liberci. Nachází se v lokalitě Lidové sady a v sousedství liberecké zoo, díky kterým má současný název. V roce 2018 končily ve smyčce pravidelné tramvajové linky č. 2 a 3 a historická linka č. 1. Jedná se o koncovou smyčku tramvajové trati Lidové sady – Horní Hanychov, která je mezi Lidovými sady a Viaduktem dvourozchodná (splítka normálního rozchodu 1435 mm a úzkého rozchodu 1000 mm).

## Historie
Tramvaje byly tehdy ještě do Lidové zahrady (Volksgarten) dovedeny již v roce 1897. Tehdy ale byla trať ukončena pouze koncovou výhybnou. Pro usnadnění otáčení byla dne 20. června 1950 otevřena jednokolejná smyčka ve stávající poloze a tvaru.
Od té doby byla smyčka nejprve zdvoukolejněna a zásadní rekonstrukce proběhla na začátku 90. let 20. století v rámci obnovy úseku Průmyslová škola – Lidové sady.
Dne 31. srpna 2014 došlo k přejmenování ze stávajícího názvu Lidové sady na Lidové sady-ZOO kvůli přesunutí vchodu do zoo k tramvajové smyčce.

## Popis

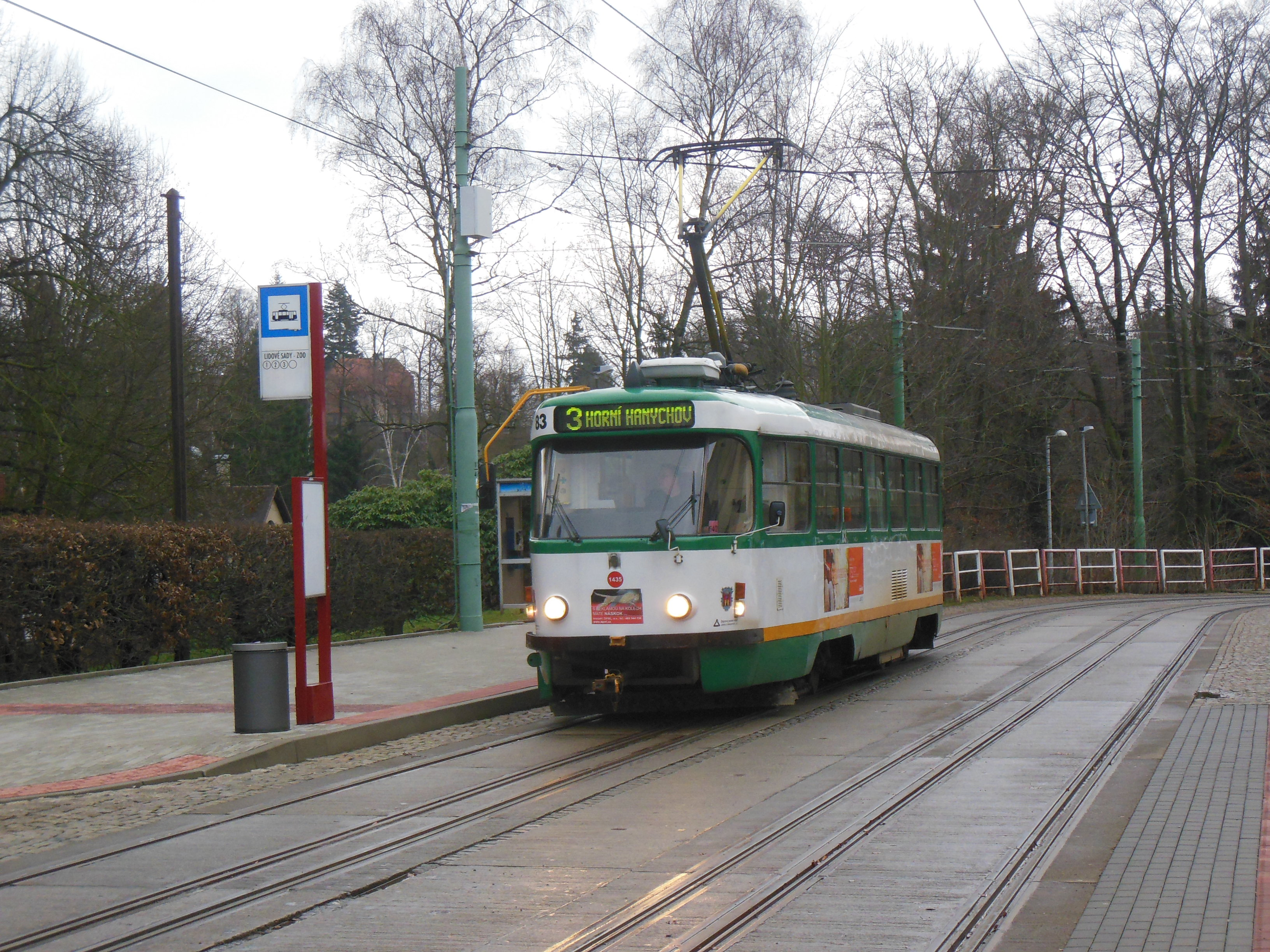
Tramvaj ve výstupní zastávce

Smyčka je dvoukolejná, vnější kolej je normálního rozchodu, vnitřní je tvořena splítkou úzkého a normálního rozchodu.
Z výstupní zastávky pokračuje kolej tvořená panely BKV. Následně je trať zakryta žulovou dlažbou a stáčí se do pravého oblouku. Dále se kolej (nyní již zakrytá asfaltovým povrchem) rozdělí na vnější a vnitřní. Obě koleje pak pokračují paralelně nejprve rovně a potom táhlým levotočivým obloukem, aby se poté opět narovnaly. Před vyústěním smyčky lze ještě spatřit spojku vnitřní a vnější koleje o standardním rozchodu. Nedaleko za ní přecházejí koleje opět v zakrytí žulovou dlažbou a spojí se do jedné. Z tohoto místa je zakrytí tratě realizováno panely BKV.
U smyčky je vystavěna budova se sociálním zařízením pro řidiče.
Uprostřed smyčky se nachází parkoviště, v současnosti využívané návštěvníky zoologické zahrady.